# Scobinichthys
Scobinichthys is een monotypisch geslacht van straalvinnige vissen uit de familie van de vijlvissen (Monacanthidae).

## Soort
- Scobinichthys granulatus (White, 1790)